# Lidia Chojecka
Lidia Chojecka-Leandro (née le 25 janvier 1977 à Siedlce) est une athlète polonaise spécialisée dans le demi-fond et surtout le 1 500 m. Très prolifique aux Championnats d'Europe en salle, elle y a remporté trois titres, deux médailles d'argent et une de bronze ; en outre, elle est la première à y réaliser le doublé 1 500 m — 3 000 m en 2007 à Birmingham.

## Biographie

### Premières médailles
Championne d'Europe junior en 1995 sur 1500 m, Lidia Chojecka remporte sa première médaille internationale sénior à l'occasion des Championnats du monde en salle de Paris, décrochant le bronze. L'été suivant, elle se classe troisième des Universiade. L'année suivante, elle devient vice-championne d'Europe en salle à Valence puis termine sixième de ces mêmes championnats en plein air.
En 1999, elle remporte à nouveau le bronze des Championnats du monde en salle au Japon. En plein air, elle se classe neuvième des mondiaux de Séville. 
Aux Championnats d'Europe en salle 2000, c'est à nouveau la médaille d'argent que Lidia Chojecka remporte mais cette-fois ci sur le 3 000 m. A Oslo en juin, elle porte son record personnel à 3 min 59 s 22, ce qui lui donne une certaine confiance pour prétendre au podium olympique à Sydney. Lors de ces jeux, elle se classe cinquième de la finale. Entre 2001 et 2004, elle est régulièrement finaliste mondiale ou européenne mais sans remporter quelconque médaille. 
En 2005, la Polonaise obtient enfin sa première consécration en remportant la finale des Championnats d'Europe en salle de Madrid sur le 3 000 m. En 2006, elle est bronzée sur le 3 000 m lors des Championnats du monde en salle de Moscou.

### Doublé européen (2007)
En 2007, Chojecka claque un grand coup en réalisant le doublé 1500/3000 m lors des Championnats d'Europe en salle de Birmingham. Malheureusement, elle ne réédite pas cet exploit deux ans plus tard à Turin où elle se classe septième du 1 500 m et où elle ne finit pas le 3 000 m. Aux mondiaux de Berlin, elle se classe septième. En 2011, elle glane sa dernière médaille à l'occasion des Europe en salle de Paris en remportant l'argent.

### Retraite (2012)
Chojecka se retire des pistes en 2012 après une élimination prématurée aux Championnats d'Europe d'Helsinki.
Son coach est Jean-Marc Léandro, un coureur gabonais. Ils sont mariés et ont eu un fils né en juin 2014.

## Palmarès
| Date | Compétition                       | Lieu          | Résultat | Épreuve | Temps         |
| ---- | --------------------------------- | ------------- | -------- | ------- | ------------- |
| 1994 | Championnats du monde juniors     | Lisbonne      | 7e       | 1 500 m | 4 min 18 s 70 |
| 1995 | Championnats d'Europe juniors     | Nyíregyháza   | 1re      | 1 500 m | 4 min 17 s 29 |
| 1996 | Championnats du monde juniors     | Sydney        | 5e       | 1 500 m | 4 min 11 s 36 |
| 1997 | Championnats du monde en salle    | Paris         | 3e       | 1 500 m | 4 min 06 s 25 |
| 1997 | Championnats d'Europe espoirs     | Turku         | 2e       | 1 500 m | 4 min 14 s 70 |
| 1997 | Universiade                       | Catane        | 3e       | 1 500 m | 4 min 12 s 38 |
| 1997 | Finale mondiale                   | Fukuoka       | 5e       | Mile    | 4 min 41 s 87 |
| 1998 | Championnats d'Europe en salle    | Valence       | 2e       | 1 500 m | 4 min 14 s 93 |
| 1998 | Championnats d'Europe             | Budapest      | 6e       | 1 500 m | 4 min 15 s 00 |
| 1999 | Championnats du monde en salle    | Maebashi      | 3e       | 1 500 m | 4 min 05 s 86 |
| 1999 | Coupe d'Europe                    | Paris         | 2e       | 3 000 m | 8 min 38 s 77 |
| 1999 | Championnats d'Europe espoirs     | Göteborg      | 1re      | 1 500 m | 4 min 07 s 86 |
| 1999 | Championnats du monde             | Séville       | 9e       | 1 500 m | 4 min 05 s 55 |
| 2000 | Championnats d'Europe en salle    | Gand          | 2e       | 3 000 m | 8 min 42 s 42 |
| 2000 | Jeux olympiques                   | Sydney        | 5e       | 1 500 m | 4 min 06 s 42 |
| 2000 | Finale mondiale                   | Doha          | 3e       | 1 500 m | 4 min 18 s 26 |
| 2001 | Championnats du monde             | Edmonton      | 5e       | 1 500 m | 4 min 06 s 70 |
| 2001 | Finale mondiale                   | Melbourne     | 3e       | 1 500 m | 4 min 09 s 67 |
| 2002 | Coupe d'Europe                    | Annecy        | 2e       | 1 500 m | 4 min 04 s 84 |
| 2002 | Coupe d'Europe                    | Annecy        | 3e       | 3 000 m | 8 min 49 s 95 |
| 2002 | Championnats d'Europe             | Munich        | 9e       | 1 500 m | 4 min 10 s 56 |
| 2004 | Championnats du monde en salle    | Budapest      | 8e       | 1 500 m | 4 min 10 s 32 |
| 2004 | Coupe d'Europe                    | Bydgoszcz     | 2e       | 3 000 m | 8 min 52 s 60 |
| 2004 | Jeux olympiques                   | Athènes       | 6e       | 1 500 m | 3 min 59 s 27 |
| 2004 | Finale mondiale                   | Monte-Carlo   | 7e       | 1 500 m | 4 min 06 s 62 |
| 2004 | Finale mondiale                   | Monte-Carlo   | 2e       | 3 000 m | 8 min 39 s 16 |
| 2005 | Championnats d'Europe en salle    | Madrid        | 1re      | 3 000 m | 8 min 43 s 76 |
| 2006 | Championnats du monde en salle    | Moscou        | 3e       | 3 000 m | 8 min 42 s 59 |
| 2006 | Championnats d'Europe             | Göteborg      | 5e       | 1 500 m | 4 min 01 s 43 |
| 2006 | Finale mondiale                   | Stuttgart     | 6e       | 1 500 m | 4 min 07 s 20 |
| 2006 | Coupe du monde des nations        | Athènes       | 5e       | 1 500 m | 4 min 06 s 52 |
| 2006 | Coupe du monde des nations        | Athènes       | 2e       | 3 000 m | 8 min 39 s 69 |
| 2007 | Championnats d'Europe en salle    | Birmingham    | 1re      | 1 500 m | 4 min 05 s 13 |
| 2007 | Championnats d'Europe en salle    | Birmingham    | 1re      | 3 000 m | 8 min 43 s 25 |
| 2007 | Coupe d'Europe                    | Munich        | 2e       | 3 000 m | 8 min 54 s 72 |
| 2007 | Championnats du monde             | Osaka         | 8e       | 1 500 m | 4 min 08 s 64 |
| 2008 | Coupe d'Europe                    | Annecy        | 1re      | 3 000 m | 9 min 03 s 49 |
| 2009 | Championnats d'Europe par équipes | Leiria        | 6e       | 1 500 m | 4 min 11 s 71 |
| 2009 | Championnats du monde             | Berlin        | 7e       | 1 500 m | 4 min 07 s 17 |
| 2009 | Finale mondiale                   | Thessalonique | 10e      | 1 500 m | 4 min 21 s 34 |
| 2009 | Finale mondiale                   | Thessalonique | 7e       | 3 000 m | 8 min 49 s 55 |
| 2010 | Championnats du monde en salle    | Doha          | 11e      | 3 000 m | 9 min 07 s 80 |
| 2011 | Championnats d'Europe en salle    | Paris         | 2e       | 3 000 m | 8 min 58 s 30 |
| 2011 | Championnats d'Europe par équipes | Stockholm     | 4e       | 3 000 m | 8 min 55 s 73 |
| 2012 | Championnats du monde en salle    | Istanbul      | 6e       | 3 000 m | 8 min 56 s 86 |

## Records personnels
| Épreuve |              | Performance   | Lieu       | Date            |
| ------- | ------------ | ------------- | ---------- | --------------- |
| 800 m   | En plein air | 1 min 59 s 97 | Nürnberg   | 13 juin 1999    |
| 800 m   | En salle     | 1 min 59 s 99 | Birmingham | 14 février 1999 |
| 1 000 m | En plein air | 2 min 40 s 49 | Lublin     | 5 juillet 1998  |
| 1 000 m | En salle     | 2 min 36 s 97 | Liévin     | 23 février 2003 |
| 1 500 m | En plein air | 3 min 59 s 22 | Oslo       | 28 juillet 2000 |
| 1 500 m | En salle     | 4 min 03 s 58 | Birmingham | 21 février 2003 |
| 3 000 m | En plein air | 8 min 31 s 69 | Bruxelles  | 30 août 2002    |
| 3 000 m | En salle     | 8 min 38 s 21 | Stuttgart  | 3 février 2007  |